# Estación Taguatinga Sul
La estación Taguatinga Sul es una de las estaciones del Metro de Brasilia, situada en la ciudad satélite de Taguatinga, entre la estación Aguas Claras y a estación Furnas. Se trata de la primera estación exclusiva de la Línea Naranja.
Fue inaugurada en 2001 y atiende a habitantes y trabajadores de la región sur de la ciudad.

## Cercanías
- Colegio Areberi
- Smaff - Concesionario Ford